# Oceanapia constructa
Oceanapia constructa är en svampdjursart som först beskrevs av Rützler 1965.  Oceanapia constructa ingår i släktet Oceanapia och familjen Phloeodictyidae. Inga underarter finns listade i Catalogue of Life.